# جون جيلمور
جون جيلمور (بالإنجليزية: John Gilmore)‏ (و. 1935 – م) هو كاتِب، وصحفي، وروائي، وممثل، من الولايات المتحدة الأمريكية، ولد في لوس أنجلوس.

## وصلات خارجية
- جون جيلمور على موقع IMDb (الإنجليزية)
- جون جيلمور على موقع كينوبويسك (الروسية)